# あべやすみ
あべ やすみ（1949年8月29日 - ）は、福岡に活動拠点を置いている男性ローカルタレントである。兵庫県神戸市出身。

## 人物
- 仲谷一志とは、RKBラジオの平日の昼ワイド「歌謡曲ヒット情報」で共演したことがきっかけとなって、「あべちゃんトシ坊」のコンビが誕生した。

## 出演番組

### 現在出演中の番組
- あべ・ケン!言の葉パラダイス（RKBラジオ、日曜 6:10～6:40）
- ホークス花の応援団（RKBラジオ・火曜･水曜担当）

### 過去に出演した番組
- 大都会 PARTII 第49話 逃亡の果て（日本テレビ、1978年）
- はぁと日和（RKBテレビなど、終了）
- 情報スウィング福岡（RKBテレビ）
- 天神ラジオパラダイス（RKBラジオなど）
- ホークス歌の応援団（RKBラジオ）
- 歌謡曲ヒット情報→エンタメバラエティ THE☆ヒット情報（RKBラジオ、最終担当は水曜～金曜 13:00～16:30）
- あべやすみのやすみの朝に（RKBラジオ、日曜 07:15～07:25）
- あべちゃんトシ坊!こりない二人（RKBラジオ、土曜 13:05～17:00）